# Stadio Fengtai di Pechino

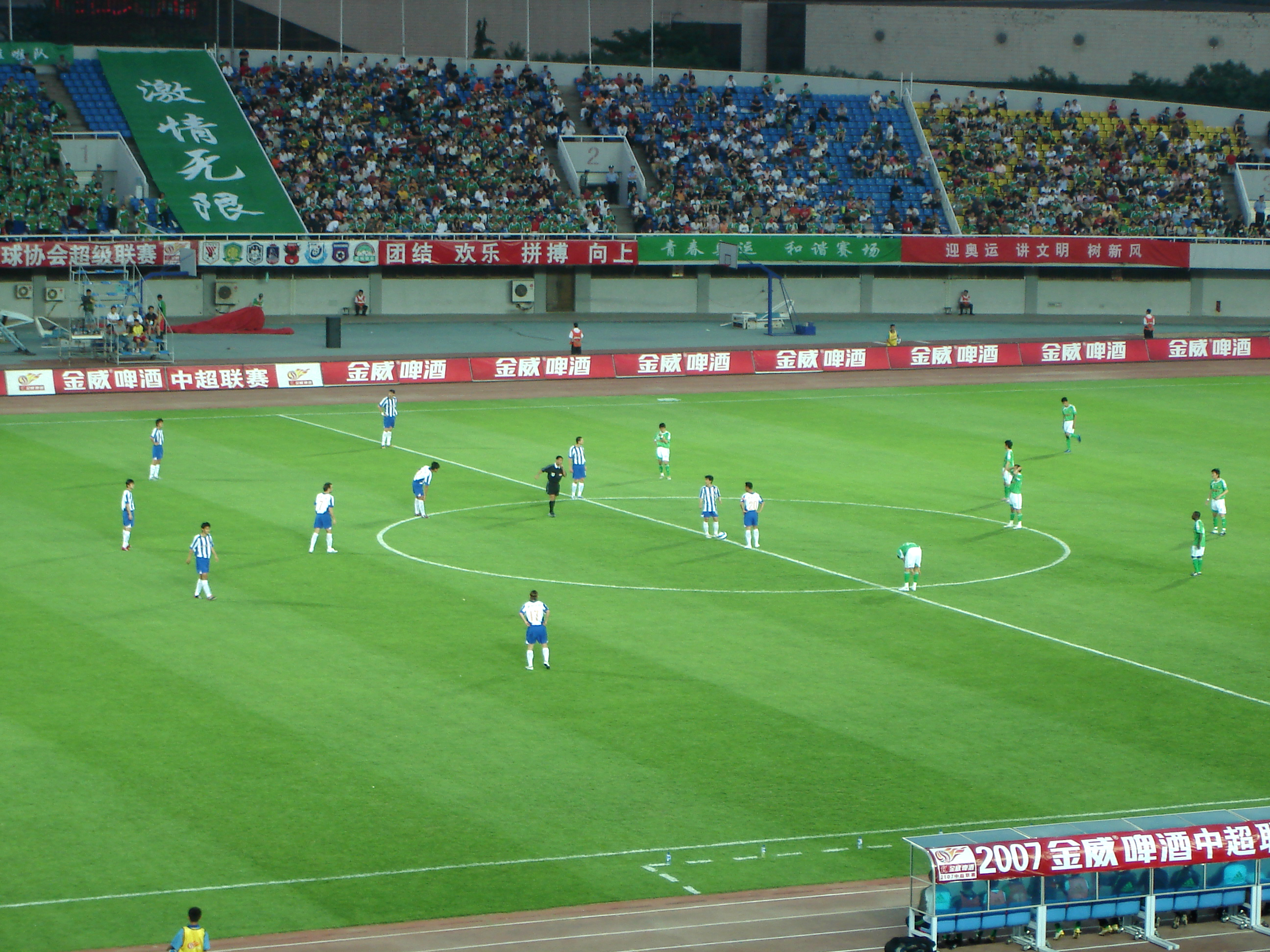
Il Beijing Guoan gioca nello Stadio Fengtai (marzo 2007)

Lo stadio Fengtai di Pechino (Cinese: 丰台体育场) è uno stadio in cui si praticano diversi sport e si trova a Pechino in Cina. Attualmente è usato principalmente per partite di calcio ed è lo stadio di casa del Beijing Guoan. Lo stadio può ospitare 31.043 persone.